# La Meurdraquière

La Meurdraquière este o comună în departamentul Manche, Franța. În 2009 avea o populație de 159 de locuitori.